# پریچارد کولون
پریچارد کولون ملندز (زاده ۱۹ سپتامبر ۱۹۹۲)، بوکسور سابق آمریکایی، قهرمان افتخاری شورای جهانی بوکس و برنده مدال طلا در مسابقات قهرمانی جوانان پانامریکن در سال ۲۰۱۰ در دسته ۶۴ کیلوگرم (۱۴۱ پوند) است.

## سال‌های اولیه و حرفه آماتور
پریچارد کولون در میتلند، فلوریدا به دنیا آمد. پدر و مادر او ریچارد و نیوز کولون، پیشخدمت بازنشسته هستند. در سن ۱۰ سالگی، پدرش تصمیم گرفت به پورتوریکو نقل مکان کند، بنابراین پریچارد می‌تواند نماینده جزیره در مسابقات باشد. او با خواهر کوچکترش به آنجا نقل مکان کرد، در حالی که مادر و برادر بزرگترش در فلوریدا ماندند. خانواده در شهر اوراسوویس، پورتوریکو مستقر شدند.
کولون کار خود را در آلبرگ المپیکو در سالیناس، پورتوریکو آغاز کرد. در آنجا بود که او نام مستعار «دیجت» را به دست آورد پس از فارغ‌التحصیلی از دبیرستان، کولون شروع به تحصیل در رشته مدیریت بازرگانی در دانشگاه دل ساگرادو کورازون در سن خوان، پورتوریکو کرد.
کولون در طول حرفه آماتوری خود به دلیل کسب ۵ قهرمانی ملی در هر دو بخش ۱۴۱ و ۱۵۲ پوند به شهرت رسید. او همچنین در مسابقات قهرمانی جوانان پان آمریکا در سال ۲۰۱۰ در دسته ۶۴ کیلوگرم مدال طلا را کسب کرد او در بازی‌های پیش‌المپیک برزیل جنگید تا به بازی‌های المپیک تابستانی ۲۰۱۲ لندن راه یابد، اما در دور سوم به یک مبارز ونزوئلایی باخت.
در سال ۲۰۱۲، کولون تصمیم گرفت به یک مبارز حرفه ای تبدیل شود. او حرفه آماتوری خود را با رکورد ۱۷-۰-۰ به پایان رساند.

## شغل حرفه ای
کولون اولین بازی حرفه ای خود را در ۲۳ فوریه ۲۰۱۳ انجام داد. اولین مبارزه او در مقابل خاویر لا سال در سالن کوزمه بییتیا سالامو در کاتانیو ، پورتوریکو بود. کولون در راند اول لاسال را ناک اوت کرد. کولون به خاطر برنامه فشرده متمایز بود. او پنج بار در سال ۲۰۱۳ و ۷ بار در سال ۲۰۱۴ مبارزه کرد. برجسته‌ترین مبارزه او در ۹ سپتامبر ۲۰۱۵ رخ داد که او در برابر ویویان هریس، مبارز باتجربه‌تر مبارزه کرد. این مبارزه در کوکاکولا کولیسئوم در تورنتو برگزار شد و با ناک اوت کولون هریس در راند چهارم به پایان رسید.
در ۱۷ اکتبر ۲۰۱۵، کولون قرار بود با ترل ویلیامز در ایگل بانک آرنا در فیرفکس، ویرجینیا مبارزه کند. این مبارزه در ابتدا بخشی از برنامه نبود، اما زمانی اضافه شد که آندره دیرل به دلایل پزشکی از مبارزه خود با بلیک کاپارلو خارج شد. این مبارزه تنها یک ماه پس از آخرین مبارزه کولون در برابر ویویان هریس رخ داد.

### آسیب مغزی
کولون و ویلیامز برای ۹ راند مبارزه کردند که در پنج راند اول به نظر می‌رسید کولون جلوتر بود. در طول مسابقه، ویلیامز بارها و بارها با مشت غیرقانونی به پشت سر کولون زد. کولون به داور از مشت‌های غیرقانونی به پشت سرش اطلاع داد که داور پاسخ داد «تو مراقبش باش.» پس از ضربات غیرقانونی متعدد، کولون برای اولین بار در دوران حرفه ای خود در راند نهم سقوط کرد. کولون در بین راندها با پزشک کنار رینگ صحبت کرد و اظهار داشت که احساس سرگیجه دارد، اما احساس می‌کند می‌تواند ادامه دهد. دکتر رینگ، ریچارد اشبی، اجازه داد مبارزه ادامه یابد. کولون پس از راند نهم، زمانی که گوشه‌اش به اشتباه دستکش‌هایش را برداشت و فکر می‌کرد پایان مبارزه است، رد صلاحیت شد. گوشه کولون مدعی شد که او ناهماهنگ بوده و دچار سرگیجه شده‌است. پس از مبارزه، کولون استفراغ می‌کرد و به بیمارستان منتقل شد و در آنجا تشخیص داده شد که خونریزی مغزی دارد. در نتیجه کولون به مدت ۲۲۱ روز در کما رفت.
کولون چندین هفته در بیمارستان ایوونا فیرفکس در ویرجینیا تحت درمان قرار گرفت، اما در نهایت به مرکز شپرد در آتلانتا، جورجیا منتقل شد. کولون از بیمارستان به خانه مادرش در اورلاندو، فلوریدا منتقل شد. از آوریل ۲۰۱۷، کولون در وضعیت رویشی پایدار باقی مانده بود.
در سال ۲۰۱۷، والدین پریچارد کولون شکایتی را برای جبران خسارت بیش از ۵۰ میلیون دلار تنظیم کردند. این دعوا هنوز به نتیجه نرسیده‌است، اگرچه مادر پریچارد کولون، نیوس کولون، معتقد است که ممکن است هرگز حل و فصل نشود.
ویلیامز در مصاحبه ای در سپتامبر ۲۰۱۷، در حالی که دربارهٔ نقش خود در مصدومیت کولون صحبت می‌کرد، گفت: «من هر روز برای پریچارد دعا می‌کنم. هرچند بی فایده است برای او چیزی جز آرامش و سلامتی آرزو نمی‌کنم. هیچ‌کس دوست ندارد اتفاقی که برای پریچارد افتاد برای کسی بیفتد. همه بوکسورها برادرند." ویلیامز در حال حاضر بیشتر به خاطر نقشش در مبارزه، برخلاف حرفه‌اش، شناخته می‌شود.
در ژوئیه ۲۰۱۸، مادر کولون ویدیویی از کولون در حساب فیس بوک خود منتشر کرد که در آن مشاهده می‌شود که او در حال فیزیوتراپی است و به دستورات کلامی پاسخ می‌دهد. او همچنین اظهار داشت که او در حال یادگیری نحوه برقراری ارتباط از طریق رایانه است. او همچنان به آپلود ویدیوهای پیشرفت کولون در یوتیوب ادامه می‌دهد.

## رکورد بوکس حرفه ای
| خلاصه بوکس حرفه‌ای |        |        |
| ۱۷ مبارزه         | ۱۶ بُرد | ۱ شکست |
| با ناک‌اوت         | ۱۳     | ۰      |
| با تصمیم داور     | ۳      | ۰      |
| با رد صلاحیت      | ۰      | ۱      |

| No. | Result | Record | Opponent                | Type | Round, time  | Date            | Location                                                | Notes |
| --- | ------ | ------ | ----------------------- | ---- | ------------ | --------------- | ------------------------------------------------------- | ----- |
| ۱۷  | Loss   | ۱۶–۱   | Terrel Williams         | DQ   | 9 (10), ۰:۱۷ | ۱۷ اکتبر ۲۰۱۵   | EagleBank Arena, Fairfax, Virginia, U.S.                |       |
| ۱۶  | Win    | ۱۶–۰   | Vivian Harris           | KO   | 4 (6), ۱:۰۳  | ۱۱ سپتامبر ۲۰۱۵ | Coca-Cola Coliseum, تورنتو، Canada                      |       |
| ۱۵  | Win    | ۱۵–۰   | Michael Finney          | TKO  | ۲            | ۱ اوت ۲۰۱۵      | بارکلیز سنتر، Brooklyn, New York, U.S.                  |       |
| ۱۴  | Win    | ۱۴–۰   | Daniel Calzada          | TKO  |              | ۱۱ آوریل ۲۰۱۵   | بارکلیز سنتر، Brooklyn, New York, U.S.                  |       |
| ۱۳  | Win    | ۱۳–۰   | Héctor Muñoz            | UD   |              | ۳۱ ژانویه ۲۰۱۵  | 2300 Arena, Philadelphia, Pennsylvania, U.S.            |       |
| ۱۲  | Win    | ۱۲–۰   | Christopher Degollado   | UD   |              | ۱۱ سپتامبر ۲۰۱۴ | Hard Rock Hotel and Casino, لاس وگاس، Nevada, U.S.      |       |
| ۱۱  | Win    | ۱۱–۰   | Lenwood Dozier          | UD   |              | ۹ اوت ۲۰۱۴      | بارکلیز سنتر، Brooklyn, New York, U.S.                  |       |
| ۱۰  | Win    | ۱۰–۰   | Carlos García Hernández | TKO  |              | ۱۹ ژوئن ۲۰۱۴    | Coliseo Rubén Rodríguez, Bayamón, Puerto Rico           |       |
| ۹   | Win    | ۹–۰    | Javier García           | TKO  |              | ۲۸ آوریل ۲۰۱۴   | Coliseo Rubén Rodríguez, Bayamón, Puerto Rico           |       |
| ۸   | Win    | ۸–۰    | Shad Howard             | TKO  |              | ۱۵ مارس ۲۰۱۴    | Coliseo Rubén Rodríguez, Bayamón, Puerto Rico           |       |
| ۷   | Win    | ۷–۰    | José Vidal Soto         | TKO  |              | ۲۵ ژانویه ۲۰۱۴  | Gimnasio Manuel Toribio, Jacagua                        |       |
| ۶   | Win    | ۶–۰    | Víctor Moya             | TKO  |              | ۱۹ ژانویه ۲۰۱۴  | Arena del Masacre, Loma de Cabrera, Dominican Republic  |       |
| ۵   | Win    | ۵–۰    | Jonathan García         | RTD  |              | ۲۱ دسامبر ۲۰۱۳  | Coliseo Cosme Beitía Salamo, Cataño, Puerto Rico        |       |
| ۴   | Win    | ۴–۰    | Juan Ramón Santos       | TKO  |              | ۷ دسامبر ۲۰۱۳   | Coliseo Pedro Julio Nolasco, لا رومانا، جمهوری دومینیکن |       |
| ۳   | Win    | ۳–۰    | Jorge Burgos            | TKO  |              | ۹ نوامبر ۲۰۱۳   | Coliseo Pedro Julio Nolasco, لا رومانا، جمهوری دومینیکن |       |
| ۲   | Win    | ۲–۰    | Patrick Thomas          | TKO  |              | ۲۳ مارس ۲۰۱۳    | Bahia Shrine Temple, Orlando, Florida, U.S.             |       |
| ۱   | Win    | ۱–۰    | Xavier Lasalle          | KO   |              | ۲۳ فوریه ۲۰۱۳   | Coliseo Cosme Beitía Salamo, Cataño, Puerto Rico        |       |